# 라파엘 (닌자 거북이)
라파엘(Raphael)은 《닌자 거북이》의 등장인물이다.

## 소개
1987년 시리즈에서는 유머감각이 있으면서 약간씩 다혈질적인 성격을 보였는데, 2003년 시리즈에서는 다혈질 적인 성격만 보여주고 있다. 권위에 회의적이며, 명령에 따르지 않는다. 그래서 팀 리더인 레오나르도의 지시에 자주 시비를 내걸기도 한다. 하지만 어쩌다가 사려깊은 구석이 보이기도 한다. 닌자 거북이들 중 가장 용감하고 무시무시한 전사로서 싸움에서 제일 먼저 앞장서며, 압도적으로 눌릴 것 같은 싸움도 마다하지 않는다. 무기는 두개의 삼지창(Twin Sais). 빨간색 두건을 착용하고 있다.

## 같이 보기
- 츤데레